# مصفوراوات
المصفوراوات (الاسم العلمي: Xanthorrhoeoideae) هي أسرة من النباتات تتبع فصيلة المصفورية من رتبة الهليونيات.

## أجناس
تضم هذه الأسرة جنساً وحيداً هو:
- المصفورة